# Napeogenes hoppi
Napeogenes hoppi är en fjärilsart som beskrevs av Erich Martin Hering och Hopp 1925. Napeogenes hoppi ingår i släktet Napeogenes och familjen praktfjärilar. Inga underarter finns listade i Catalogue of Life.